# Youngblood Brass Band
Pour les articles homonymes, voir Youngblood.
Le Youngblood Brass Band est un orchestre américain composé de cuivres, de bois ainsi que de percussions situé à Madison.

## Biographie
Les membres fondateurs sont le sousaphoniste Nat McIntosh et le batteur de caisse claire Dave Henzie-Skogen qui ont joué pour la première fois ensemble en 1994. Les membres actuels qui forment le groupe se sont rejoints en 1997 sous le nom One Lard Biskit Brass Band.
Les Youngblood Brass Band combinent leur inspiration des orchestres jazz de La Nouvelle-Orléans ainsi que ceux du Midwest puis ajoutent une dose de hip-hop et de funk. Ils se focalisent beaucoup sur le jeu d'ensemble, ce qui leur permet d'être très performants, notamment en live.
Leur premier disque, Word On The Street, sort en 1998 sous le nouveau nom de groupe Youngblood Brass Band. Deux ans plus tard, en 2000, ils sortent un nouvel album intitulé Unlearn. Talib Kweli, Mike Ladd, DJ Skooly et Ike Willis sont crédités sur ce dernier. Ces deux albums ont été sortis sur leur propre label indépendant E Pluribus Bumpus Music ce qui explique pourquoi ils sont très rare à trouver aujourd'hui.
En 2003, ils signent chez Ozone pour leur album intitulé center:level:roar. Un album live intitulé simplement live. places sort chez All City en 2005.
Les Youngblood Brass Band sortent en 2006 Is That A Riot? sur leur propre label, Layered. La particularité de ce label est qu'il regroupe aussi un collectif de musiciens, artistes, graphistes et animateurs dans le but de soutenir la scène locale indépendante mais aussi faire des performances, lectures, ateliers et stages dans le but éducatif - dans les écoles, lycées ou universités mais aussi autour des concerts lors de tournées de groupes de musique. YoungBlood Brass Band font partie de ce collectif nommé Layered Arts Collective et lors de leurs tournées ils proposent les masterclass sur l'histoire des musiques de La Nouvelle-Orléans, des racines des brass band et des musiques afro-caribéennes. L'initiation à ces musiques se fait également lors des masterclass avec les membres du groupe.
Nat McIntosh rejoint le groupe en 2013. Son jeu et son écriture apparaissent tous deux sur Pax Volumi, qui a été publié le 9 septembre 2013 par Tru Thoughts. Ils ont publié 20 Years Young, une compilation couvrant les deux décennies d'existence du groupe, en 2017, et l'ont suivie en 2018 avec le plus récent EP Covers 1, tous deux publiés indépendamment.
En 2021, à la suite de 13 allégations de grooming d'étudiants/ex-étudiants par le membre fondateur David Henzie-Skogen (après quoi une enquête de police a conclu que rien de criminel ne s'était produit), Joseph Goltz a annoncé au nom du groupe que « Nous ne savons pas ce que l'avenir réserve au groupe ...nous ne travaillerons plus sous sa direction ou avec son label à l'avenir. ».

## Discographie
*enregistré par One Lard Biskit Brass Band

## Galerie de photographies

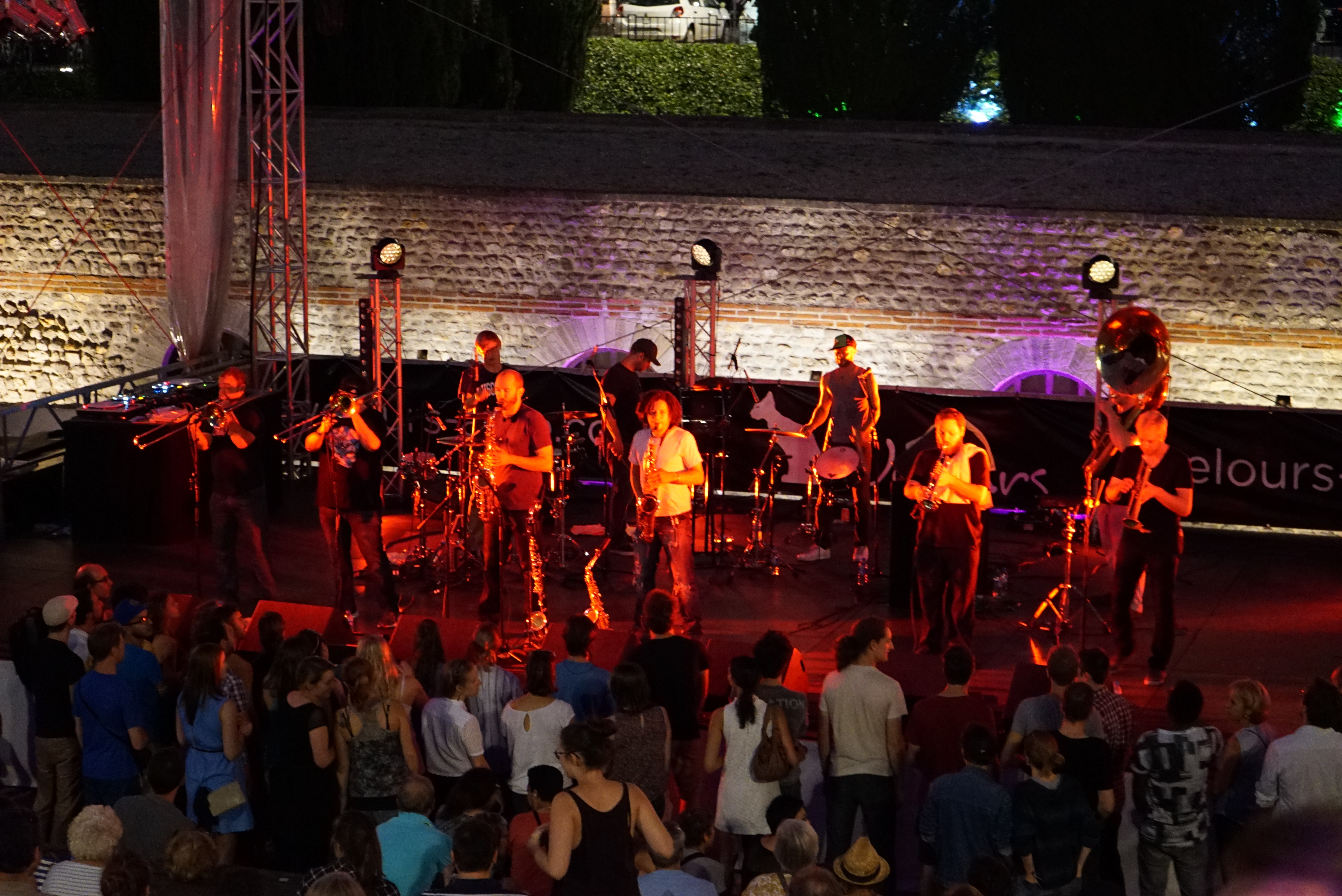
été 2015.
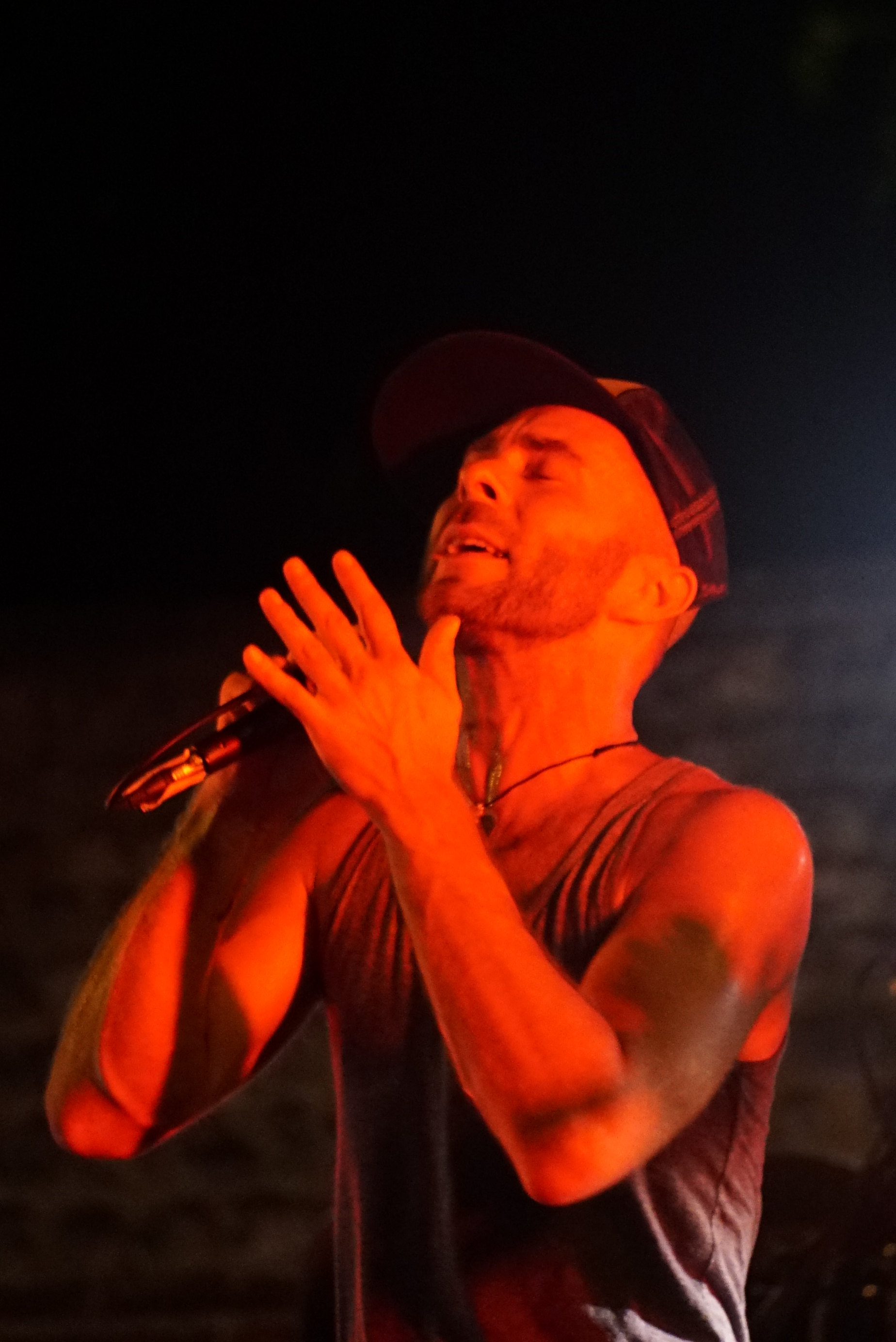
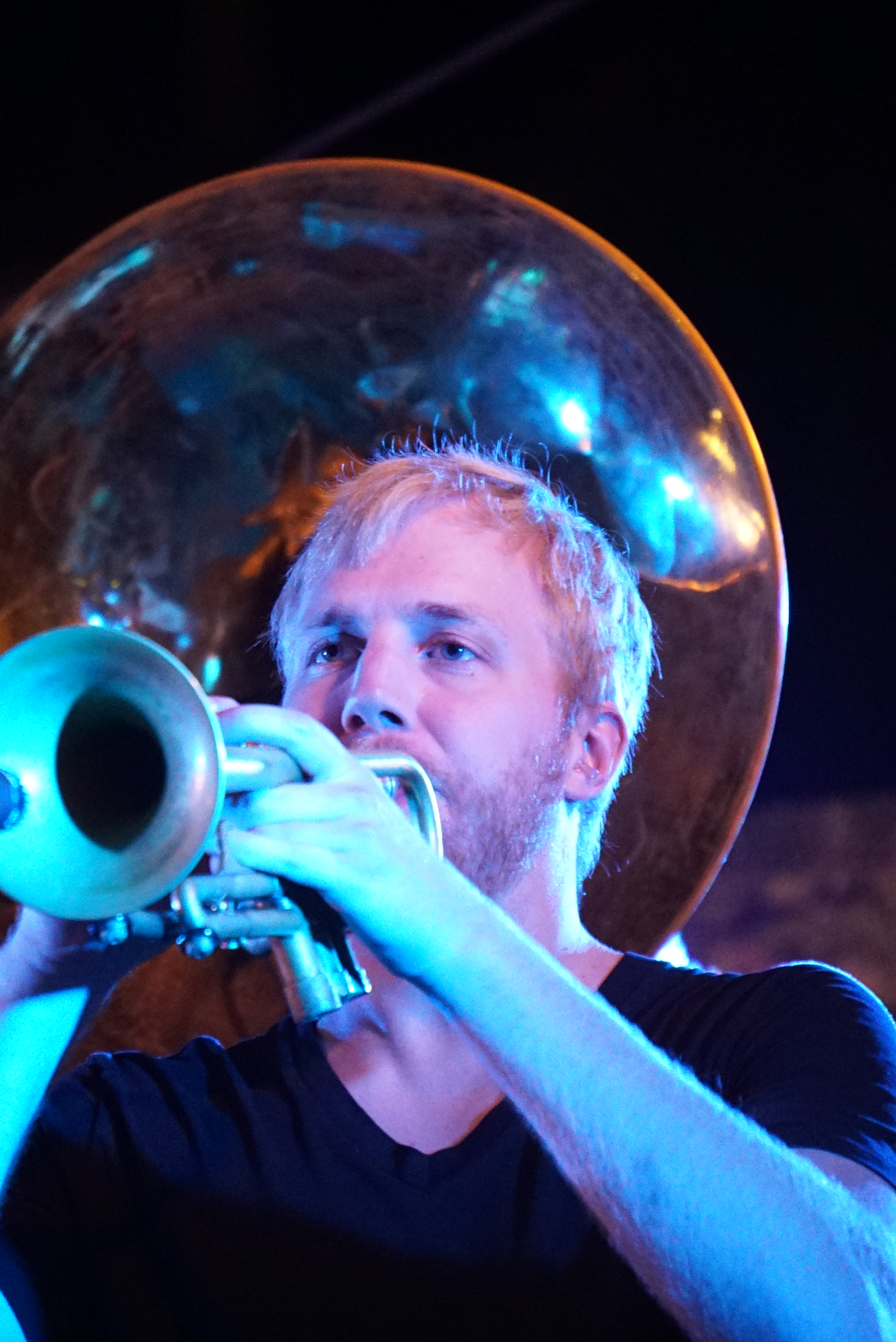
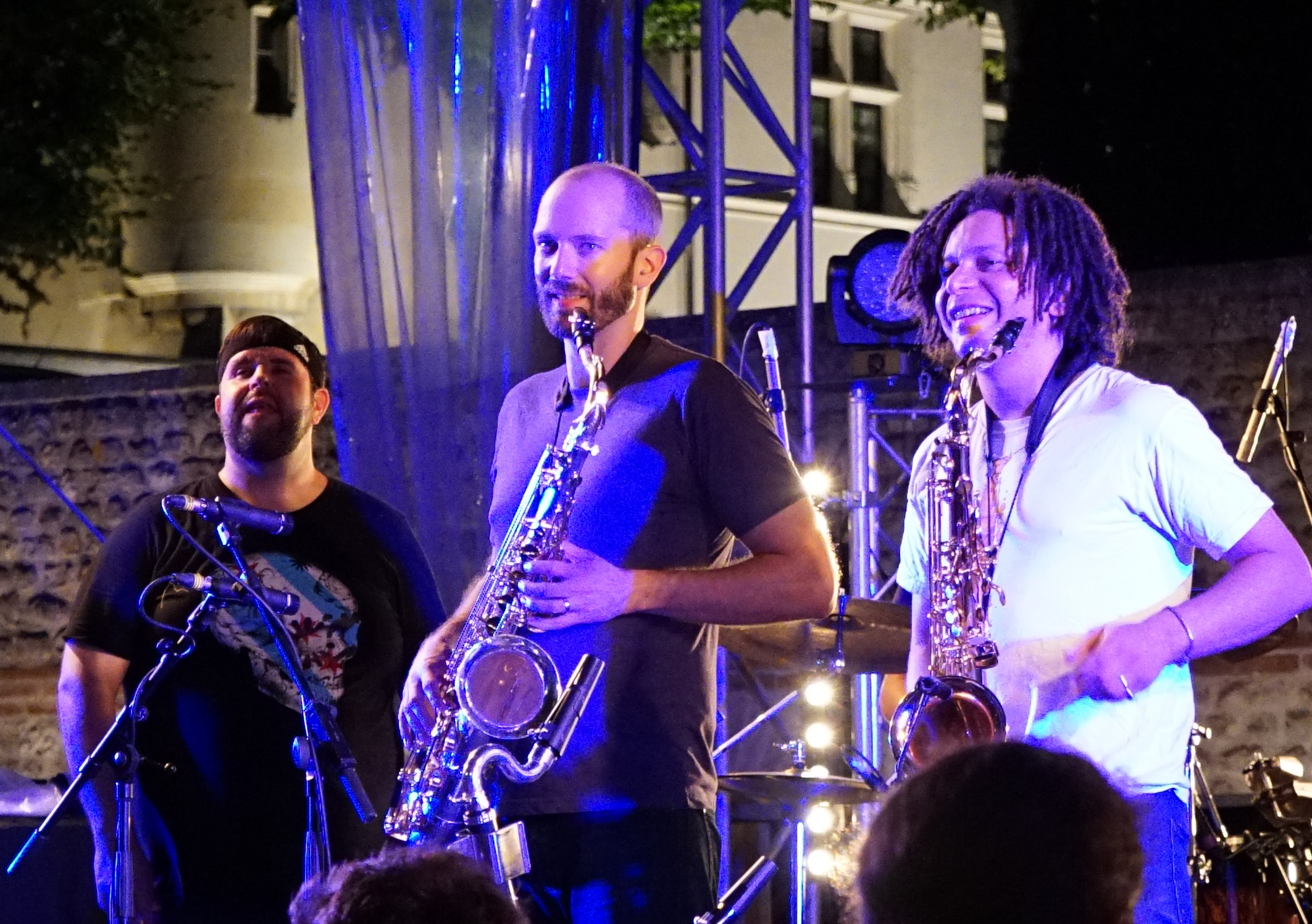

## Membres actifs
L'orchestre est actuellement composé de 10 personnes :
- David H. Skogen (+ Voix), Tom Reschke et Conor Elmes aux percussions,
- Nat McIntosh au sousaphone,
- Charley Wagner et Mike Boman à la trompette,
- Zach Lucas et Tony Barba au saxophone,
- Joseph Goltz et Matt Hanzelka au trombone.